# Ludność Wejherowa

Herb Wejherowa

Artykuł dokumentuje ludność miasta Wejherowa na przestrzeni lat.

## Liczba ludności do 1946
- 1817 - 1 069 (w tym 31 Żydów)[1]
- 1828 - 1 398   (w tym 57 Żydów)[1]
- 1837 - 1 838   (w tym 103 Żydów)[1]
- 1846 - 2 286   (w tym 137 Żydów)[1]
- 1871 - 4 127   (w tym 168 Żydów)[1]
- 1875 - 4 506[2]
- 1880 - 4 715[2]
- 1885 - 5 176[3]
- 1890 - 5 546   (w tym 240 Polaków i 160 Żydów)[2]
- 1895 - 5 921   (w tym 156 Żydów)[1]
- 1910 - 9 804
- 1921 - 8 849   (w tym 62 Żydów)[1]
- 1931 - 12 559
- 1939 - 15 638   (w tym 258 Żydów)[1]

## Liczba ludności od 1946 - wedługGUS
- 1946 - 13 407   (spis powszechny)
- 1950 - 15 837   (spis powszechny)
- 1955 - 20 158
- 1960 - 24 533   (spis powszechny)
- 1961 - 25 600
- 1962 - 26 300
- 1963 - 27 400
- 1964 - 28 500
- 1965 - 29 197
- 1966 - 29 700
- 1967 - 30 700
- 1968 - 31 600
- 1969 - 32 400
- 1970 - 33 830   (spis powszechny)
- 1971 - 34 600
- 1972 - 35 000
- 1973 - 35 400
- 1974 - 36 279
- 1975 - 37 749
- 1976 - 39 900
- 1977 - 41 000
- 1978 - 40 400   (spis powszechny)
- 1979 - 41 600
- 1980 - 42 351
- 1981 - 43 068
- 1982 - 43 631
- 1983 - 44 857
- 1984 - 45 622
- 1985 - 46 056
- 1986 - 46 329
- 1987 - 46 528
- 1988 - 45 891   (spis powszechny)
- 1989 - 46 546
- 1990 - 46 769
- 1991 - 47 063
- 1992 - 47 266
- 1993 - 47 285
- 1994 - 47 254
- 1995 - 47 583
- 1996 - 47 357
- 1997 - 47 221
- 1998 - 47 163
- 1999 - 44 969
- 2000 - 44 950
- 2001 - 45 014
- 2002 - 44 763   (spis powszechny)
- 2003 - 44 532
- 2004 - 44 657
- 2005 - 44 977
- 2006 - 45 522
- 2007 - 45 869
- 2008 - 46 579
- 2009 - 47 188
- 2010 - 49 870
- 2011 - 50 145   (spis powszechny)
- 2012 - 50 375
- 2013 - 50 340
- 2014 - 50 292
- 2015 - 50 215
- 2016 - 50 039
- 2017 - 49 927

## Powierzchnia Wejherowa
- 1995 - 25,65 km²
- 2006 - 25,53 km²